# غليدي ميتشي
غليدي ميتشي (بالألبانية: Gledi Mici‏) (6 فبراير 1991 بتيرانا في ألبانيا - ) هو لاعب كرة قدم ألباني في مركزي الدفاع والوسط. شارك مع منتخب ألبانيا تحت 17 سنة لكرة القدم ومنتخب ألبانيا تحت 21 سنة لكرة القدم. أما مع النوادي، فقد لعب مع نادي فلامورتاري فلوره ونادي كامزا ونادي كوكسي وFK Apolonia Fier ‏.

## وصلات خارجية
- غليدي ميتشي على موقع الاتحاد الأوربي (الإنجليزية)
- غليدي ميتشي على موقع قاعدة بيانات كرة القدم.إي يو (الإنجليزية)
- غليدي ميتشي على موقع Soccerway.com (الإنجليزية)
- غليدي ميتشي على موقع عالم كرة القدم.نت (الإنجليزية)